# Elizabeth Linington
Barbara Elizabeth Linington (* 11. März 1921 in Aurora Kane, Illinois; † 5. April 1988 in Arroyo Grande, Kalifornien) war eine US-amerikanische Krimischriftstellerin.

## Leben
Elizabeth Linington war eine Vielschreiberin, die die meisten ihrer Romane unter einem Pseudonym veröffentlichte, so z. B. unter dem Namen Dell Shannon. Sie wählte einen Männernamen, weil sie sich mit ihren Geschichten um „Leutnant Luis Mendoza“ von der Polizei Los Angeles als eine der ersten Frauen in das von Männern dominierte Genre des Polizeiromans begab. Als Lesley Egan verfasste sie zudem zwei weitere größere Serien um den Vorstadt-Polizisten „Vic Varallo“ bzw. um den Rechtsanwalt „Jesse Falkenstein“.

## Ehrungen
Zweimal wurden Shannon-Krimis von den Mystery Writers of America (MWA) für den Edgar nominiert: Case Pending (1961) als bester erster Roman und Knave of Hearts (1963) als bester Roman des Jahres. Die Serie umfasst 37 Krimis. Das unter dem Namen Anne Blaisdell veröffentlichte Werk Nightmare wurde 1962 ebenfalls in der Kategorie Bester Roman nominiert. 

## Werke (Auswahl)

### Unter ihrem eigenen Namen
- Einsatz für Maddox. Kriminalroman („Something Wrong“). Rowohlt, Reinbek 1975, ISBN 3-499-42271-9.
- Inferno Los Angeles. Kriminalroman („Crime File“). Goldmann, München 1974.
- Keine Katze ohne Krallen. Kriminalroman („Crime by Chance“). Goldmann, München 1979, ISBN 3-442-25952-5.
- Mord mit Variationen. Kriminalroman („Greenmask!“). Goldmann, München 1964.
- Vier Mörder für Maddox. Kriminalroman („Policeman's Lot“). Rowohlt, Reinbek 1973, ISBN 3-499-42278-6.

### Unter dem PseudonymAnne Blaisdell
- Mit Blut geschrieben. Kriminalroman („Nightmare“). Goldmann, München 1962.

### Unter dem PseudonymDell Shannon
- Alles Böse zu Weihnachten. Kriminalroman („No Holiday for Crime“). Goldmann, München 1977, ISBN 3-442-04419-7.
- An einem Montag im März. Kriminalroman („Spring of Violence“). Goldmann, München 1977, ISBN 3-442-25963-0.
- Das Bild in der Zeitung. Kriminalroman („Double Bluff“). Goldmann, München 1965.
- Die Damenparty. Kriminalroman („Death of a Busybody“). Goldmann, München 1963.
- Die Flasche Madeira. Kriminalroman („Root of All Evil“). Goldmann, München 1965.
- Gefährliche Cocktails. Kriminalroman („Rain With Violence“). Goldmann, München 1968.
- Die goldblonde Puppe. Kriminalroman („Case Pending“). Goldmann, München 1962.
- Hallo, Morddezernat. Kriminalroman („Coffin Corner“). Goldmann, München 1966.
- Heißer Regen. Cora-Verlag, Berlin 1985.
- Heißes Geld. Kriminalroman („The Death-Bringers“). Goldmann, München 1965.
- Eine Kugel fehlt. Kriminalroman („Crime on Their Hands“). Goldmann, München 1970.
- Leutnant Mendozas neuer Fall. Kriminalroman („Death by Inches“). Goldmann, München 1966.
- Morphium im Zucker. Kriminalroman („Mark of Murder“). Goldmann, München 1965.
- Ein netter junger Mann. Kriminalroman („Knave of Hearts“). Goldmann, München 1962.
- Nymphen und Delphine. Kriminalroman („The Ace of Spades“). Goldmann, München 1962.
- Ohne Rücksicht auf Verluste. Kriminalroman („Unexpected Death“). Goldmann, München 1970.
- Poker mit Joker. Kriminalroman („Deuces Wild“). Goldmann, München 1978, ISBN 3-442-04488-X.
- Die Straße der Vergeltung. Kriminalroman („With a Vengeance“). Goldmann, München 1970.
- Der Tisch steht falsch. Kriminalroman („Extra Kill“). Goldmann, München 1962.

### Unter dem PseudonymLesley Egan
- Einer rechnet ab. Kriminalroman („Some Avenger, Rise!“). Goldmann, München 1966.
- Einer stirbt für Danny. Kriminalroman („The Wine of Violence“). Goldmann, München 1970.
- Ein Fall von Berufung. Kriminalroman („A Case of Appeal“). Goldmann, München 1962.
- Der falsche Mann für mich. Kriminalroman („My Name Is Death“). Goldmann, München 1965.
- Jesse-Falkenstein-Zyklus
  - Toter Mann, guter Mann. Kriminalroman („In the Death of Man“). Goldmann, München 1970.
  - Miss Sherlock Holmes. Kriminalroman („The Paper Chase“). Goldmann, München 1974, ISBN 3-442-04417-0.
- Der Mörder hat ein Alibi. Kriminalroman („The Nameless Ones“). Goldmann, München 1968.
- Mord aus dem Jenseits. Kriminalroman („A Serious Investigation“). Goldmann, München 1970.
- Paul Brandons Tagebuch. Kriminalroman („Run to Evil“). Goldmann, München 1964.
- Vom Regen in die Traufe. Kriminalroman („The Borrowed Alibi“). Goldmann, München 1963.
- Die weiße Handtasche. Kriminalroman („Against the Evidence“). Goldmann, München 1963.

## Verfilmungen
- Silvio Narizzano (Regie): Das düstere Haus. 1964 (nach ihrem Roman Mit Blut geschrieben).